# Эмерсон, Майкл
Майкл Э́мерсон (англ. Michael Emerson; род. 7 сентября 1954, Сидар-Рапидс, Айова) — американский актёр театра и кино, наиболее известный ролями серийного убийцы Уильяма Хинкса в сериале «Практика», Бенджамина Лайнуса в сериале «Остаться в живых», Зепа Хиндла в фильме «Пила: Игра на выживание», Кейдена Джеймса в сериале «Стрела» и Гарольда Финча в сериале CBS «В поле зрения». До того как Эмерсон прославился как актёр, он работал иллюстратором для таких изданий, как The Boston Globe и The New York Times, преподавателем изобразительного искусства в колледже Флаглер, а также в местном театре Джэксонвилля в качестве рассказчика, актёра, режиссёра и создателя декораций. Его дебютом в театре стала роль Оскара Уайльда в пьесе «Грубая непристойность: Три испытания Оскара Уайльда». В 39 лет поступил в Алабамский университет, где получил степень магистра изобразительных искусств. В 1998 году Эмерсон женился на актрисе Кэрри Престон.
Эмерсон обладатель двух Прайм-таймовых премий «Эмми» и премии Сатурн. В настоящее время Эмерсон играет роль доктора Лиланда Таунсенда в сериале канала CBS «Зло».

## Ранние годы
Майкл Эмерсон родился 7 сентября 1954 года в городе Сидар-Рапидс, штат Айова, в семье Кэрол Хенсен и Рональда Эмерсона. Он вырос в городе Толедо, штат Айова, где был членом маршевого оркестра своей средней школы.
В 1976 году окончил Университет Дрейка в Де-Мойне, штат Айова, где специализировался на изучении театра и искусства. «Я был худощавым парнем в очках и со смешным голосом, поэтому меня брали на роли стариков. В то время я был разочарован этим, но это была лучшая тренировка для меня» — вспоминал Эмерсон. Ему также нравилась структура театральной программы Дрейка, которая требовала от студентов помощи на всех этапах создания шоу, от подвесных светильников и строительных декораций до режиссуры. В течение одного года он обучался в Театральном центре Юджина О'Нила, затем переехал в Нью-Йорк. Не найдя актёрской работы, он подрабатывал в розничной торговле и работал иллюстратором. «Город просто выбил меня из колеи. Я не знал, где проходят прослушивания, как на них попасть и тому подобное. Так что я потерял свою мечту, а это плохой знак» — говорил Эмерсон, после переезда в Нью-Йорк. В 1986 году он переехал в Джэксонвилл, штат Флорида. Эмерсон начал работать в местном театре Джэксонвилля в качестве актёра, режиссёра, а также создателя декораций. «Много раз я спал в театре по ночам, просто пытаясь сохранить тело и душу. Но это была хорошая практика в театральной среде. Я обнаружил, что у меня есть к этому способности, и я стал увереннее в себе» — позже вспоминал Эмерсон.
Помимо театральной работы, Эмерсон подрабатывал преподавателем изобразительного искусства в колледже Флаглер. В 1993 году в возрасте 39 лет Эмерсон поступил в Алабамский университет в рамках актёрской программы Алабамского шекспировского театрального фестиваля. В 1995 году получил степень магистра изобразительных искусств. Во время работы над постановкой «Гамлет» в Алабаме, Эмерсон познакомился со своей будущей женой Кэрри Престон, после чего снова переехал в Нью-Йорк.

## Карьера
В 1997 году Эмерсон получил главную роль Оскара Уайльда, в получившей признание критиков пьесе Мосеса Кауфмана «Грубая непристойность: Три испытания Оскара Уайльда». Пьеса стала хитом и была поставлена вне Бродвея, а также в Сан-Франциско и Лос-Анджелесе. «Мы получили хорошую рецензию в New York Times и отправились в путь», — говорил Эмерсон. «Думаю, с тех пор я зарабатываю на жизнь как актёр».
В 1998 году он сыграл вместе с Умой Турман во внебродвейской постановке «Мизантроп». В 1999 году исполнил роль Вилли Обана в возрождении пьесы Юджина О’Нила «Продавец льда грядёт». Также он играл вместе с Кейт Бертон в пьесе «Гедда Габлер» и в «Дай мне ответ, сделай!» Брайана Фила.

В 2000 году Эмерсон участвовал в роли рассказчика в радиоспектакле по рассказу Нила Геймана «Мистерии убийства». В 2001 году снялся в короткометражном фильме Вуди Аллена «Звуки города, который я люблю». Фильм состоит исключительно из фрагментов телефонных разговоров двадцати трёх случайных людей, идущих по улицам Нью-Йорка. 

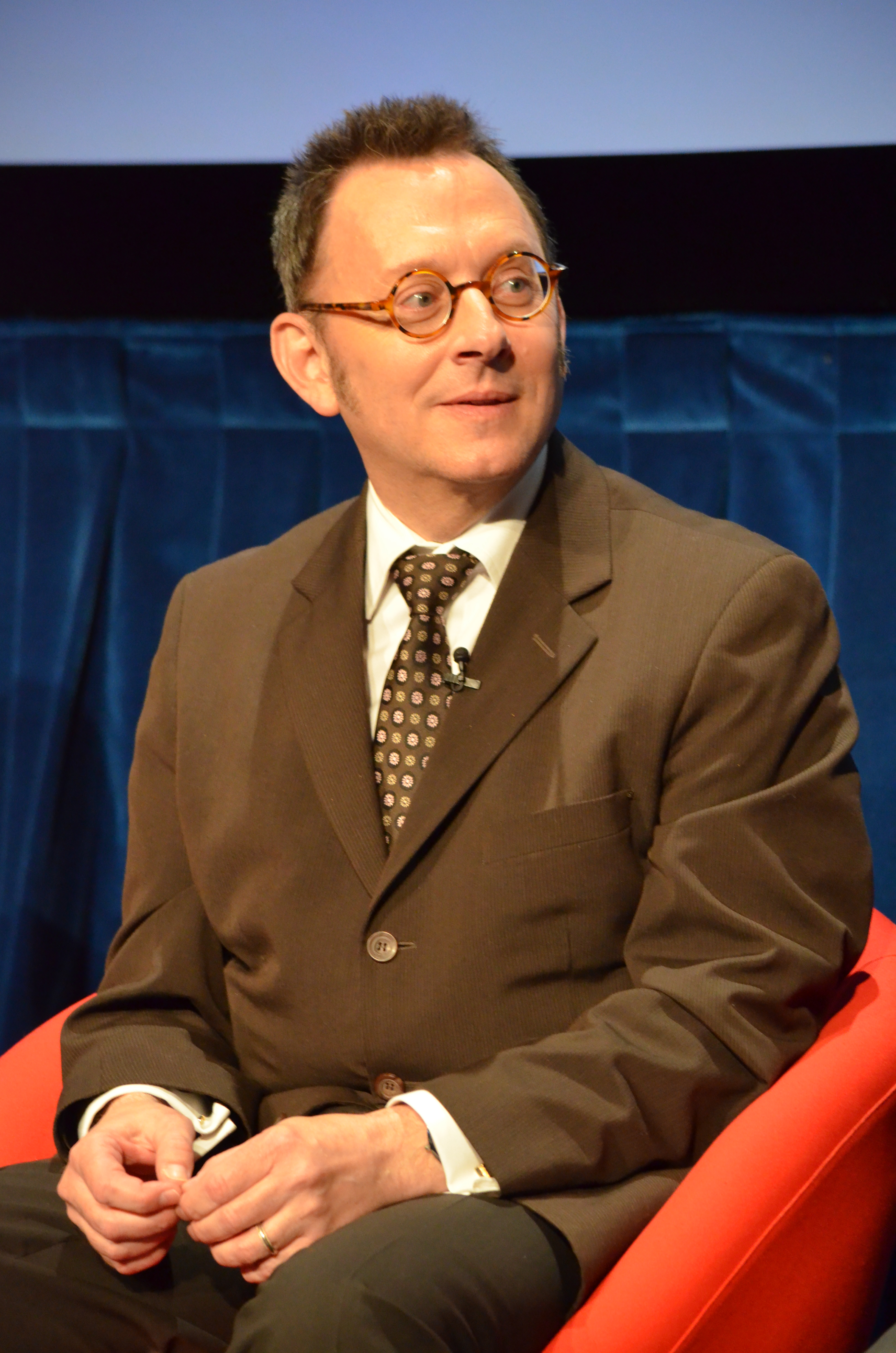
Майкл Эмерсон в мае 2012

В сентябре 2001 года Эмерсон получил премию «Эмми» в номинации лучший приглашённый актёр в драматическом телесериале за роль серийного убийцы Уильяма Хинкса в нескольких эпизодах сериала «Практика». В 2004 году исполнил роль Зепа Хиндла в фильме «Пила: Игра на выживание». Фильм имел огромный успех, положив начало основной тенденции в жанре ужасов, которая сделала наглядные пытки крупным планом новым основным поджанром, а незабываемые большие глаза и устрашающе спокойный голос Эмерсона укоренились в умах миллионов. В 2005 году Эмерсону представилась возможность сыграть хитрого агента Харригана в фильме «Легенда Зорро». В 2006 году появился в роли Бенджамина Лайнуса в многосерийном драматическом телесериале «Остаться в живых». Изначально предполагалось, что он сыграет только в трёх сериях второго сезона, но благодаря его актёрским талантам, роль была увеличена до восьми серий, а впоследствии — до конца сериала. Он получил номинацию на премию «Эмми» в категории за лучшую мужскую роль второго плана в драматическом телесериале в 2007 и 2008 годах за работу в третьем и четвёртом сезонах, и получил награду в 2009 году после того, как был номинирован за свою роль в пятом сезоне. В 2010 году Эмерсон был номинирован на премию «Золотой глобус» в категории лучшая мужская роль второго плана.
31 июля 2010 года на сцене Чарльстона в рамках сбора средств для театра, Эмерсон и его жена Кэрри Престон читали «Любовные письма» А.Р. Герни, который в 1990 году был финалистом Пулитцеровской премии за лучшую драму.

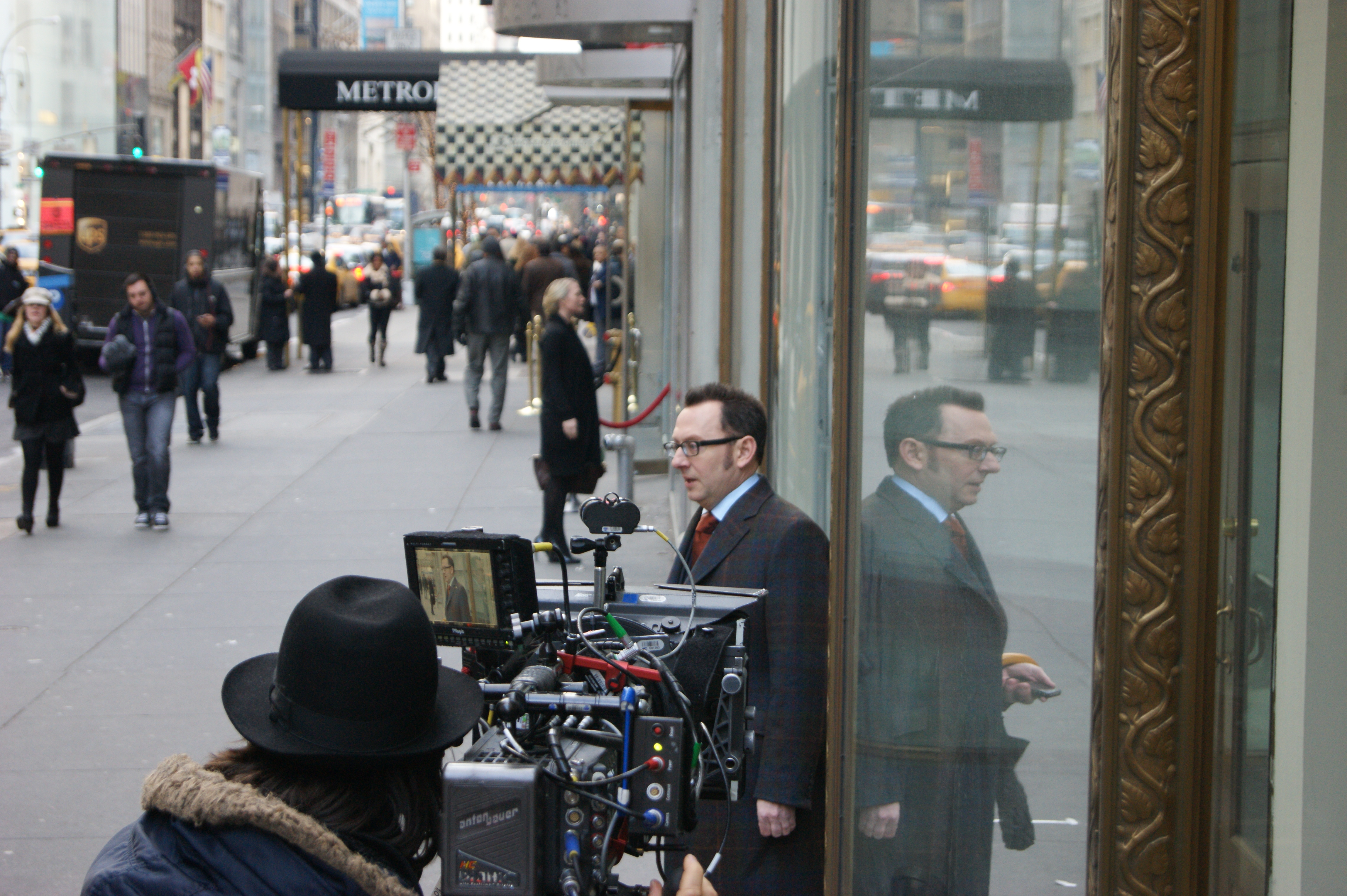
Майкл Эмерсон на съёмках сериала «В поле зрения» в Нью-Йорке

Эмерсон собирался вновь сыграть с другом и актёром из сериала «Остаться в живых» Терри О'Куинном в комедийной драме под предварительным названием «Странная работа», снятой Джей Джей Абрамсом. Ожидалось, что съёмки начнутся к концу 2010 года, но дальнейшая работа над сериалом была отложена. Эмерсон присоединился к актёрскому составу другого сериала Абрамса «В поле зрения», который дебютировал в сентябре 2011 года на канале CBS. Он сыграл главную роль миллиардера Гарольда Финча, который объединяется с якобы погибшим агентом ЦРУ для борьбы с преступностью в Нью-Йорке.
С 2012 по 2013 год Эмерсон озвучивал Джокера в мультфильмах «Бэтмен: Возвращение Тёмного рыцаря» и «Тёмный рыцарь: Возрождение легенды». «Он один из тех великих злодеев, которых любят играть такие актёры, как я, потому что у него много слоёв — у него есть лицо для всего мира и лицо для самого себя. В каком-то смысле он злодей, который является прирождённым актёром. Всё это восхитительно и одновременно сбивает с толку» — говорил Эмерсон на интервью с TV Guide.
В 2017 году Эмерсон вместе с Дженьюэри ЛаВой сыграл главную роль в пьесе Уилла Ино «Проснись, проснись». В пьесе Эмерсон изображает ожидающего смерти человека, размышляющего о жизни, времени и благодарности к жизни за её дары. Пьеса получила положительные отзывы критиков журнала The Hollywood Reporter Дэвида Руни и Бена Брэнтли из The New York Times.
В 2018 году Эмерсон вернулся на телевидение для съёмок в 4-м сезоне сериала Amazon «Моцарт в джунглях», где исполнил роль эксцентричного коллекционера классических музыкальных произведений и прочих редкостей — Мортона Нортона. В 2019 году снялся в роли доктора Лиланда Таунсенда в сериале канала CBS «Зло». Вместе с ним играют Катя Херберс, Майк Колтер и Аасиф Мандви. В настоящее время сериал транслируется на Paramount+. 8 июля 2021 года телесериал был продлён на третий сезон и также на четвертый сезон.

## Личная жизнь
Эмерсон был дважды женат; с обеими девушками он познакомился ещё задолго до прихода славы. С первой женой он жил с 1986 по 1993 год. В 1998 году Эмерсон женился на актрисе Кэрри Престон в её родном городе Мейкон, штат Джорджия. Они познакомились, когда он играл в постановке «Гамлет» в Алабаме. Позже они вместе снимались в фильме «Смирительная рубашка или пиджак от натурала» (2004). Престон сыграла Эмили Лайнус (мать персонажа Эмерсона) в сериале «Остаться в живых» в эпизоде «Человек за ширмой». Они снова работали вместе в фильме «Готовы? Хорошо!» (2008), где Эмерсон изображал соседку Престон. Престон также появилась в нескольких эпизодах сериала «В поле зрения» в роли Грейс Хендрикс (бывшей невесты персонажа Эмерсона).
Эмерсон поддерживает разнообразные благотворительные организации, связанные с театральным сообществом, включая Фонд актёров, Broadway Cares и Офф-офф-Бродвей, а также общественное телерадиовещание и организацию Habitat for Humanity International.

## Оценка творчества
Рецензент газеты The New York Times Бен Брэнтли назвал пьесу «Грубая непристойность: Три испытания Оскара Уайльда» обязательной к просмотру и написал: «Уайльд мистера Эмерсона, дебютирующего в Нью-Йорке, потрясает, когда он проходит путь от эпиграмматической уверенности к публичной роли, для которой он больше не пишет сценарий. К концу постановки он становится величественно жалким, человеком, который всё ещё не может до конца понять, что с ним произошло».
Киновед и театральный критик Лилия Шитенбург писала: «Мастер-класс по „перерастанию амплуа“, Майкл Эмерсон дал в роли Бена Лайнуса, сделавшей его объектом локального культа. Эмерсон старательно играл амбициозное ничтожество — а ничтожество не выходило, мелочность получалась хуже, чем тираническое обаяние, доктор Лайнус вновь и вновь размазывал ладошкой кровь по лицу, хитрил, изворачивался, бывал жалок, но неизменно убедителен. Бен Лайнус пугал настоящих героев ласковостью, от которой не было противоядия, затаённой, до сердечной тоски лелеемой принадлежностью к Главной Загадке. А когда маленький невзрачный человечек, подустав злодействовать и утомившись от неподатливости добродетельных оппонентов, возвышал свой голос до пламенного пафоса, то запросто вводил окружающих в гипнотический транс».

Майкл Эмерсон в роли Бенджамина Лайнуса

Редактор и писатель сайта Screen Rant Кристин Персо похвалила Эмерсона за его перевоплощения: «Обладая способностью перевоплощаться в различные роли — от одержимого человека с телекинетическими способностями до социально неловкого специалиста по насекомым, блестящего миллиардера и жуткого убийцы, — Эмерсон украшает каждую сцену, когда он на экране».
Критик журнала The Hollywood Reporter Дэвид Руни похвалил игру Эмерсона в пьесе «Проснись, проснись» и написал, что «бесспорно главным событием спектакля является выступление Эмерсона, потрясающее лукавым юмором и тонким воздействием, живое пульсирующими глубинами печали и согревающими потоками блаженства». Его также поддержал критик The New York Times Бен Брэнтли, написав, что «самым ослепительным спецэффектом шоу является мистер Эмерсон» и добавил: «Во многом привлекательность пьесы обусловлена магнетическим присутствием г-на Эмерсона, который стал актёром, с которым приходится считаться. Поразительность выступления г-на Эмерсона заключается в том, насколько оно универсально и одновременно конкретно, говоря, что, „да, мы все умираем, но умираем как личность“, почти извиняющееся самоутверждение по мере того, как его силы иссякают».
Журнал Variety назвал Эмерсона «одним из величайших злодеев в истории телевидения».

## Фильмография

### Кино и телевидение
| Год       |     | Русское название                               | Оригинальное название                  | Роль                   |
| --------- | --- | ---------------------------------------------- | -------------------------------------- | ---------------------- |
| 1990      | тф  | Орфей спускается в ад                          | Orpheus Descending                     | Клоун                  |
| 1997      | ф   | Путешествие                                    | The Journey                            | Майкл                  |
| 1998      | ф   | Самозванцы                                     | The Impostors                          | Помощник Бертома       |
| 1998      | тф  | Грэйс и Глория                                 | Grace & Glorie                         | Арнольд Дадли          |
| 1998      | ф   | Превратности любви                             | Playing by Heart                       | Боско                  |
| 1999      | ф   | Я возьму тебя туда                             | I'll Take You There                    | Том                    |
| 1999      | ф   | Ради любви к игре                              | For Love of the Game                   | Швейцар галереи        |
| 1999—2000 | с   | Буйно помешанный Старк                         | Stark Raving Mad                       | Мистер Патнем          |
| 2000—2004 | с   | Восточный парк                                 | The District                           | Мужчина в баре         |
| 1997—2004 | с   | Практика                                       | The Practice                           | Уильям Хинкс           |
| 2001—2002 | с   | Воспитание Макса Бикфорда                      | The Education of Max Bickford          | Не указана             |
| 2001      | кор | Звуки города, который я люблю                  | Sounds from a Town I Love              | Не указана             |
| 2002      | тф  | Проект Ларами                                  | The Laramie Project                    | Преподобный            |
| 2001—2011 | с   | Закон и порядок: Преступное намерение          | Law & Order: Criminal Intent           | Джерри Ренкин          |
| 2002      | ф   | Неверная                                       | Unfaithful                             | Джош                   |
| 1993—2018 | с   | Секретные материалы                            | The X-Files                            | Оливер Мартин          |
| 2002—2009 | с   | Без следа                                      | Without a Trace                        | Стюарт Весмар          |
| 2003—2003 | с   | Кожа                                           | Skin                                   | Скарпелли              |
| 2003—2004 | с   | Вупи                                           | Whoopi                                 | Томас Эриксон          |
| 2004      | ф   | Пила: Игра на выживание                        | Saw                                    | Зеп Хиндл              |
| 1999      | с   | Закон и порядок: Специальный корпус            | Law & Order: Special Victims Unit      | Аллан Шайе             |
| 2004      | ф   | Смирительная рубашка или пиджак от натурала    | Straight-Jacket                        | Виктор                 |
| 2005      | ф   | Двадцатидевятилетие гея                        | 29th and Gay                           | Горилла                |
| 2005—2006 | с   | Особый отдел                                   | The Inside                             | Марти Меннинг          |
| 2005      | ф   | Легенда Зорро                                  | The Legend of Zorro                    | Харриган               |
| 2006      | ф   | Прыжки с мостов                                | Jumping Off Bridges                    | Фрэнк Нельсон          |
| 2004—2010 | с   | Остаться в живых                               | Lost                                   | Бенджамин Лайнус       |
| 2008      | тф  | Остаться в живых: Прошлое, настоящее и будущее | Lost: Past, Present & Future           | Рассказчик             |
| 2008      | ф   | Готовы? Хорошо!                                | Ready? OK!                             | Чарли                  |
| 2009      | тф  | Остаться в живых: Путешествие во времени       | Lost: A Journey in Time                | Озвучка                |
| 2010      | тф  | Остаться в живых: Последняя глава              | Lost: Final Chapter                    | Рассказчик             |
| 2010      | кор | Золотая звезда, Огайо                          | Goldstar, Ohio                         | Стив Харпер            |
| 1993—2015 | с   | Вечернее шоу с Дэвидом Леттерманом             | Late Show with David Letterman         | Покупатель носков      |
| 2010      | кор | Остаться в живых: Новый лидер                  | Lost: Epilogue - The New Man in Charge | Бенджамин Лайнус       |
| 2010—2010 | с   | Бог в Америке                                  | God in America                         | Джон Уинтроп           |
| 2010—2015 | с   | Родители                                       | Parenthood                             | Энди Фицджеральд       |
| 2010—2011 | с   | Бросок кобры: G.I. Joe: Дезертиры              | G.I. Joe: Renegades                    | Доктор Арчибальд Монев |
| 2010—2013 | с   | Генератор Рекс                                 | Generator Rex                          | Нанит Альфа            |
| 2012      | мф  | Тёмный рыцарь: Возрождение легенды             | The Dark Knight Returns                | Озвучка (Джокер)       |
| 2013      | мф  | Бэтмен: Возвращение Тёмного рыцаря             | Batman: The Dark Knight Returns        | Озвучка (Джокер)       |
| 2015—2015 | с   | Тайны материи: Поиски элементов                | The Mystery of Matter                  | Рассказчик             |
| 2011—2016 | с   | В поле зрения                                  | Person of Interest                     | Гарольд Финч           |
| 2017—2022 | с   | Когти                                          | Claws                                  | Тед                    |
| 2012—2020 | с   | Стрела                                         | Arrow                                  | Кайден Джеймс          |
| 2014—2018 | с   | Моцарт в джунглях                              | Mozart in the Jungle                   | Мортон Нортон          |
| 2018      | с   | Имя розы                                       | The Name of the Rose                   | Аббат                  |
| 2019      | с   | Зло                                            | Evil (TV series)                       | Доктор Лиланд Таунсенд |
| 2023      | мс  | Мои приключения с Суперменом                   | My Adventures with Superman            | Брейниак               |
| 2024      | с   | Фоллаут                                        | Fallout                                | Уилзиг                 |

### Театральные работы
| Год       | Спектакль                                           | Роль                                               | Театр                                          |
| --------- | --------------------------------------------------- | -------------------------------------------------- | ---------------------------------------------- |
| 1987      | Шум за сценой                                       | Гарри Лежон                                        | Театр Джексонвилля                             |
| 1987      | Гамлет                                              | Гамлет                                             | Университет Северной Флориды                   |
| 1990      | Как важно быть серьёзным                            | Роль неизвестна                                    | Репертуарный театр Арканзаса                   |
| 1994—1995 | Буря                                                | Фердинанд                                          | Алабамский шекспировский театральный фестиваль |
| 1994—1995 | Путь мира                                           | Леди Уишфорт                                       | Алабамский шекспировский театральный фестиваль |
| 1994—1995 | Гамлет                                              | Розенкранц                                         | Алабамский шекспировский театральный фестиваль |
| 1994—1995 | Всё хорошо, что хорошо кончается                    | Пароль                                             | Алабамский шекспировский театральный фестиваль |
| 1994—1995 | Генрих IV, часть 1                                  | Роль неизвестна                                    | Алабамский шекспировский театральный фестиваль |
| 1994—1995 | Рождественская песнь в прозе                        | Роль неизвестна                                    | Алабамский шекспировский театральный фестиваль |
| 1994—1995 | Суровое испытание                                   | Роль неизвестна                                    | Алабамский шекспировский театральный фестиваль |
| 1995—1996 | Андрокл и лев                                       | Панталоне                                          | Алабамский шекспировский театральный фестиваль |
| 1997—1998 | Грубая непристойность: Три испытания Оскара Уайльда | Оскар Уайльд                                       | Офф-Бродвей                                    |
| 1998      | Мизантроп                                           | Джон                                               | Арена Стейдж                                   |
| 1999      | Продавец льда грядёт                                | Вилли Обан                                         | Брукс Аткинсон                                 |
| 1999—2000 | Дай мне ответ, сделай!                              | Дэвид Найт                                         | Офф-Бродвей                                    |
| 2000      | Гедда Габлер                                        | Джордж Тесман                                      | Театральный фестиваль в Уильямстауне           |
| 2001—2002 | Гедда Габлер                                        | Джордж Тесман                                      | Амбассадор                                     |
| 2003      | Тартюф, или Обманщик                                | Клеант                                             | Театр американских авиалиний                   |
| 2003      | Мера за меру                                        | Герцог Винченцо                                    | Калифорнийский Шекспировский театр             |
| 2004      | Кто-то, кто присмотрит за мной                      | Заложник                                           | Театр Риджфилда                                |
| 2005      | Гамлет                                              | Призрак отца Гамлета, Клавдий, Озрик, Гильденстерн | Театральный центр Маккартера                   |
| 2005      | Бах в Лейпциге                                      | Георг Бальтазар Шотт                               | Нью-Йоркская театральная мастерская            |
| 2008      | До-ре-ми-фа-соль-ля-си-Ты-свободы-попроси           | Александр                                          | Театральная труппа Шатокуа                     |
| 2009      | Женщина, убитая добротой                            | Один из чтецов                                     | Театр Сент-Клементс                            |
| 2010      | Любовные письма                                     | Эндрю Мейкпис Лэдд III                             | Театр Чарльстона                               |
| 2017      | Проснись, проснись                                  | Гай                                                | Театр шкатулок с драгоценностями Элис Гриффин  |
| 2019      | Тайная личность                                     | Дайре (голос за кадром)                            | Блошиный театр                                 |

## Награды и номинации
| Год  | Награда                               | Категория | Результат | Прим.  |
| ---- | ------------------------------------- | --- | --------- | ------ |
| 2001 | Прайм-таймовая премия «Эмми»          | Лучший приглашённый актёр в драматическом телесериале                                                                                          | Победа    | [ 44 ] |
| 2001 | Online Film & Television Association  | Лучший приглашённый актёр в драматическом сериале                                                                                              | Номинация | [ 45 ] |
| 2006 | Gold Derby Awards                     | Лучший коллектив года за сериал «Остаться в живых»                                                                                             | Номинация | [ 45 ] |
| 2006 | Спутник                               | Лучшая мужская роль второго плана — мини-сериал, телесериал или телефильм                                                                      | Номинация | [ 46 ] |
| 2007 | Прайм-таймовая премия «Эмми»          | Лучшая мужская роль второго плана в драматическом телесериале                                                                                  | Номинация | [ 47 ] |
| 2007 | Сатурн                                | Лучший телеактёр второго плана | Номинация | [ 45 ] |
| 2007 | Gold Derby Awards                     | Лучший коллектив года за сериал «Остаться в живых»                                                                                             | Номинация | [ 45 ] |
| 2007 | Телевизионный фестиваль в Монте-Карло | Выдающийся актёр — драматический сериал | Номинация | [ 45 ] |
| 2007 | Online Film & Television Association  | Лучший актёр второго плана в драматическом сериале                                                                                             | Номинация | [ 45 ] |
| 2007 | Спутник                               | Лучшая мужская роль второго плана — мини-сериал, телесериал или телефильм                                                                      | Номинация | [ 48 ] |
| 2007 | Teen Choice Awards                    | Choice TV: Злодей | Номинация | [ 49 ] |
| 2008 | Прайм-таймовая премия «Эмми»          | Лучшая мужская роль второго плана в драматическом телесериале                                                                                  | Номинация | [ 50 ] |
| 2008 | Сатурн                                | Лучший телеактёр второго плана | Победа    | [ 51 ] |
| 2008 | Gold Derby Awards                     | Лучший коллектив года за сериал «Остаться в живых»                                                                                             | Победа    | [ 52 ] |
| 2008 | Online Film & Television Association  | Лучший актёр второго плана в драматическом сериале                                                                                             | Номинация | [ 45 ] |
| 2009 | Прайм-таймовая премия «Эмми»          | Лучшая мужская роль второго плана в драматическом телесериале                                                                                  | Победа    | [ 53 ] |
| 2009 | Сатурн                                | Лучший телеактёр второго плана | Номинация | [ 45 ] |
| 2009 | Gold Derby Awards                     | Лучший коллектив года за сериал «Остаться в живых»                                                                                             | Номинация | [ 45 ] |
| 2009 | Телевизионный фестиваль в Монте-Карло | Выдающийся актёр — драматический сериал | Номинация | [ 45 ] |
| 2009 | Online Film & Television Association  | Лучший актёр второго плана в драматическом сериале                                                                                             | Номинация | [ 45 ] |
| 2010 | Прайм-таймовая премия «Эмми»          | Лучшая мужская роль второго плана в драматическом телесериале                                                                                  | Номинация | [ 54 ] |
| 2010 | Сатурн                                | Лучший телеактёр второго плана | Номинация | [ 45 ] |
| 2010 | Gold Derby Awards                     | Лучшая мужская роль второго плана в драматическом телесериале; лучший коллектив года за сериал «Остаться в живых»                              | Номинация | [ 45 ] |
| 2010 | Золотой глобус                        | Лучшая мужская роль второго плана — телесериал, мини-сериал или телефильм                                                                      | Номинация | [ 55 ] |
| 2010 | Телевизионный фестиваль в Монте-Карло | Выдающийся актёр — драматический сериал | Номинация | [ 45 ] |
| 2010 | Online Film & Television Association  | Лучший актёр второго плана в драматическом сериале                                                                                             | Номинация | [ 45 ] |
| 2011 | Сатурн                                | Лучший телеактёр второго плана | Номинация | [ 45 ] |
| 2013 | Behind the Voice Actors Awards        | Лучший вокальный коллектив в специальном телевизионном фильме/фильме для DVD или короткометражном фильме за Тёмный рыцарь: Возрождение легенды | Номинация | [ 56 ] |
| 2014 | Behind the Voice Actors Awards        | Лучший вокальный коллектив в специальном телевизионном фильме/фильме для DVD или короткометражном фильме за Тёмный рыцарь: Возрождение легенды | Номинация | [ 57 ] |
| 2021 | Сатурн                                | Лучший телеактёр второго плана | Номинация | [ 45 ] |
| 2021 | Critics Choice Super Awards           | Лучший актёр в сериале ужасов | Номинация | [ 58 ] |
| 2022 | Critics Choice Super Awards           | Лучший злодей в сериале | Номинация | [ 59 ] |